# 坂﨑重雄
坂﨑 重雄（さかざき しげお、1922年1月3日 - 2015年3月5日）は、日本の実業家、多治見市名誉市民。前畑株式会社会長、多治見商工会議所会頭、名誉会頭、多治見法人会3代目会長、多治見税務連絡協議会会長などを歴任した。